# Йон-Оґе Тюльдум
Йон-Оґе Тюльдум (норв. Jon Åge Tyldum 26 жовтня 1968,Нур-Тренделаг, Норвегія) — норвезький біатлоніст, чемпіон світу з біатлону 1995 року, перший серед норвезьких біатлоністів дворазовий володар Великого кришталевого глобуса Кубку світу з біатлону сезону 1991/1992 та 1994/1995. . 

## Виступи на Олімпійських іграх
| Рік  | Міце проведення | Інд | Спр | Пр | МС | Ест |
| 1992 | Альбервіль      |     | 34  |    |    |     |
| 1994 | Ліллегамер      | 52  | 25  |    |    | 7   |

## Виступи на чемпіонатах світу
| Рік  | Міце проведення      | Інд | Спр | Пр | МС | КГ | Ест |
| 1991 | Лахті                |     |     |    |    | 2  | 3   |
| 1992 | Новосибірськ         |     |     |    |    | 2  |     |
| 1993 | Боровець             | 16  | 2   |    |    | 9  |     |
| 1995 | Антхольц-Антерсельва | 2   | 11  |    |    | 1  | 5   |
| 1996 | Рупольдінг           | 14  | 35  |    |    |    |     |
| 1997 | Брезно-Осрбліє       | 8   |     |    |    |    | 2   |

## Загальний залік в Кубку світу
- 1988-1989 — 60-е місце
- 1989-1990 — 37-е місце
- 1990-1991 — 14-е місце
- 1991-1992 — -е місце
- 1992-1993 — 9-е місце
- 1993-1994 — 24-е місце
- 1994-1995 — -е місце
- 1995-1996 — 18-е місце
- 1997-1998 — 62-е місце